# Курепанов, Иван Васильевич
Курепа́нов Ива́н Васи́льевич  (1775—1826) — русский кораблестроитель XIX века, корабельный мастер, построил свыше 30 кораблей различного класса, спроектировал военный шлюп «Мирный» — корабль Первой русской антарктической экспедиции, в ходе которой русские мореплаватели Ф. Ф. Беллинсгаузен и М. П. Лазарев открыли шестой материк — Антарктиду, переводчик, преподаватель кораблестроения Училища корабельной архитектуры.

## Биография
Иван Курепанов родился в 1775 году. Его отец Курепанов Василий Яковлевич (1749 г.р.) был резным подмастерьем Адмиралтейств-коллегии в 80-х годах XVIII века.

### Ранние годы
16 июля 1786 года Иван Курепанов был принят на службу тиммерманским учеником 2 класса. 29 января 1792 года произведён в обученные тиммерманы. До 1794 года работал на российских кораблестроительных верфях. По стопам Ивана пошел и его младший брат Пётр (1781 года рождения), ставший впоследствии кораблестроителем, подполковником Корпуса корабельных инженеров, членом Контрольного комитета Кораблестроительного департамента.
В 1794—1801 годы Иван Курепанов изучал кораблестроение в Англии. Составлял чертежи военных судов новой конструкции английского флота и доставлял их в Адмиралтейств-коллегию Морского ведомства России, за что в 1796 году был награждён 50 фунтами стерлингов. 21 апреля 1799 года был произведён в корабельные подмастерья. В 1801 году составил перевод статей английской энциклопедии «Британника», относящихся к кораблестроению, а также статей английского сарваера Сноуграсса. После возвращения из заграничной командировки И. Курепанов в 1802 году получил Монаршее Благоволение «за сделанное особенно верное, беспристрастное, на искусстве основанное донесение, и за все полезные замечания» и пожалован годовым жалованием.

### Корабельный мастер
21 мая 1804 года Иван Курепанов был произведён в помощники корабельного мастера, пожалован единовременной премией в 300 рублей и назначен в Училище корабельной архитектуры преподавателем кораблестроения. 31 декабря 1804 года был произведён в корабельные мастера IX класса Табели о рангах. Обучая будущих кораблестроителей, Курепанов совмещал работу на верфях Санкт-Петербурга, Павловска, Лодейного поля. Принимал участие в строительстве 60-пушечного линейного корабля «Скорый», который строили на Адмиралтейской верфи корабельные мастера В. А. Сарычев и А. И. Мелихов. В 1805 году в Главном адмиралтействе Санкт-Петербурга заложил 14-пушечный катер «Опыт», который после спуска на воду 9 октября 1806 года вошёл в состав Балтийского флота.

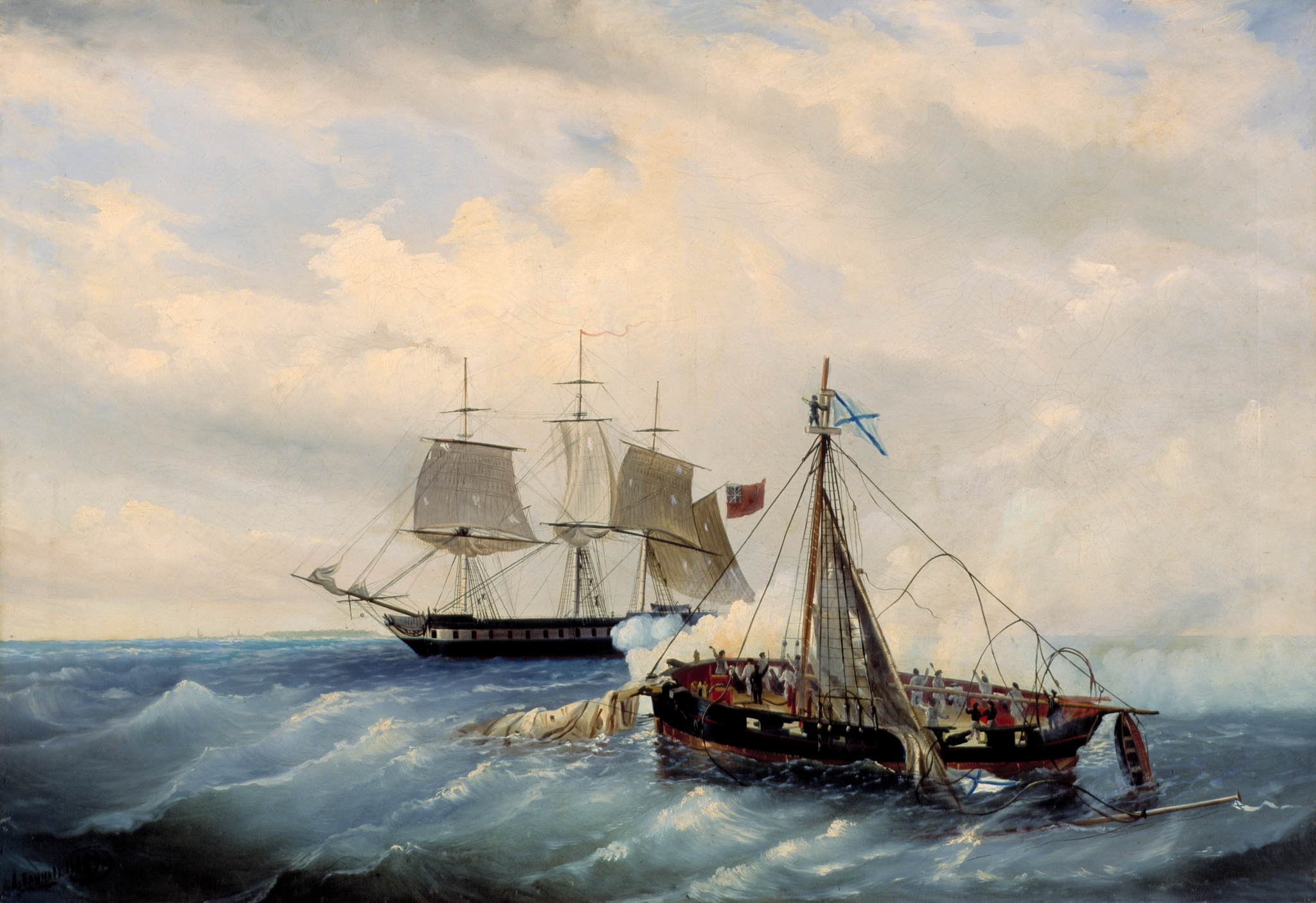
«Бой катера „Опыт“ с английским фрегатом у острова Нарген 11 июня 1808 года.» рисунок Л. Блинова

3 мая 1806 года Курепанова произвели в корабельные мастера VIII класса, а затем назначили начальником 2 отделения адмиралтейских мастеровых служителей. В 1806 году он построил плавучий маяк, который был установлен в Финском заливе. 11 октября 1806 года корабел заложил в Санкт-Петербургском Главном адмиралтействе 44-пушечный фрегат «Амфитрида», который спустил на воду 11 июля 1807 года, в том же году построил в Павловске трешкоут (небольшое деревянное речное беспалубное гребное прогулочное судно), за что был Высочайше пожалован Государыней Императрицей бриллиантовым перстнем. В 1807—1808 годах Курепанов принимал участие в строительстве флагманского 120-пушечного линейного корабля «Храбрый», который строился под руководством директора кораблестроительного департамента Я. Я. Брюн де Сен-Катерин. 9 января 1808 года И. В. Курепанов одновременно заложил 36-пушечный фрегат «Свеаборг» (спущен на воду 18 сентября 1809 года), гемам (трехмачтовый парусно-гребной фрегат) «Торнео» (спущен 13 сентября 1808 года) и бомбардирские корабли: 24-пушечный «Перун» и 18-пушечную «Молнию», спущеные на воду в июле 1808 года. 15 января 1810 года корабел заложил 74-пушечный линейный корабль «Трех Святителей», который спустил на воду 30 сентября того же года.
В 1810 году И. В. Курепанов был определён в члены комитета Училища корабельной архитектуры. Он продолжал совмещать преподавание в училище и строительство кораблей. В 1811 году под его руководством были построены 74-пушечный корабль «Чесма» (спущен на воду 24 мая 1811 г.), 44-пушечный фрегат «Автроил» и малая яхта, которая предназначалась к плаванию по рекам близ Твери для принцессы Ольденбургской Екатерины Павловны. За строительство яхты Её Высочество пожаловала мастера бриллиантовым перстнем.
В 1812 году Курепанов исправил и переделал придворные галеты (двухпарусное судно) «Паллада» и «Церера», яхты «Нева» и «Голубка», министерский галет «Торнео», учебные суда Морского корпуса: фрегат «Малый» и бриг «Симеон и Анна». Все эти суда готовили на случай боевых действий в Отечественной войне.
В 1814 году Курепанов завершил постройку 74-пушечного линейного корабля «Петр» (спущен 7 августа 1814 года) в Главном адмиралтействе, принимал участие в строительстве однотипного линейного корабля «Финланд» (строитель В. Стоке) и фрегата № 3 на Охтенской верфи.

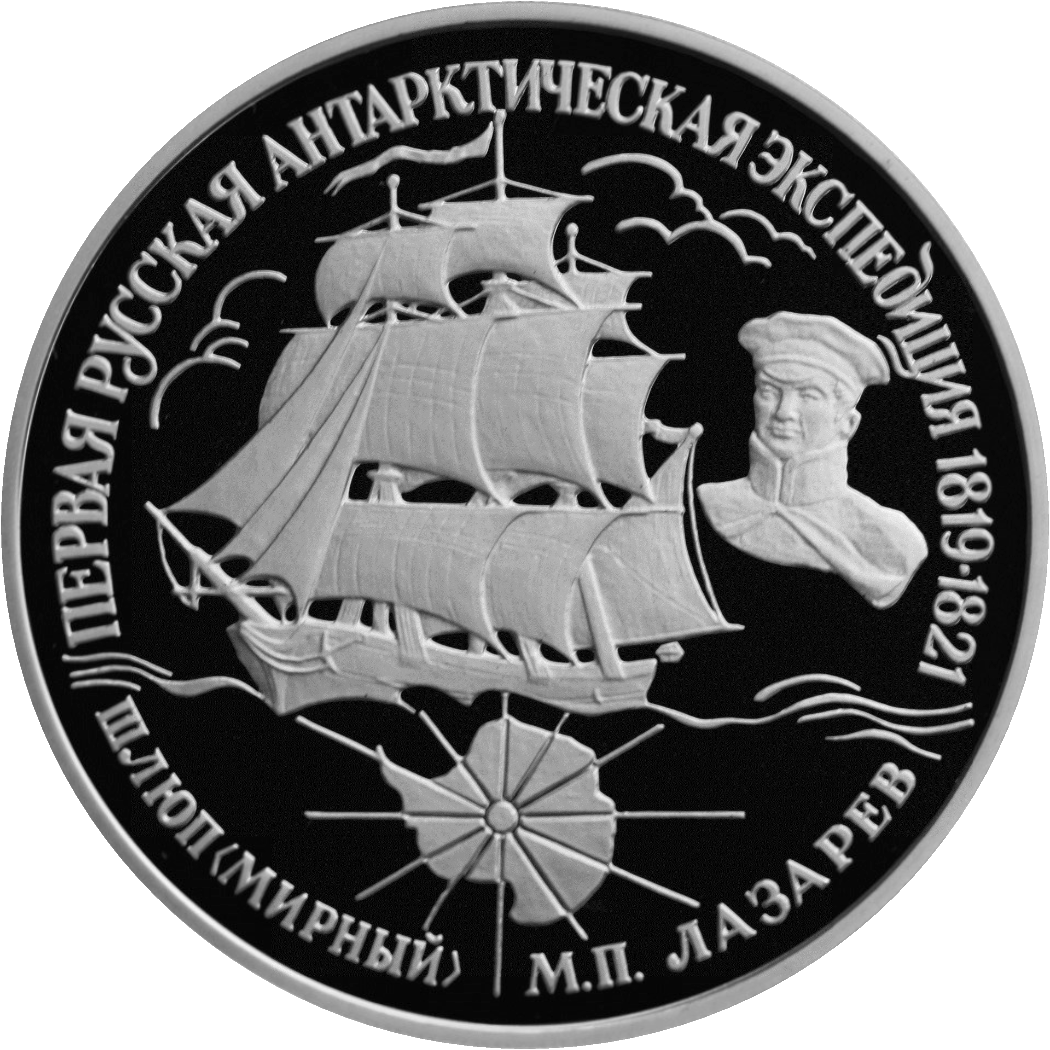
Монета ЦБ РФ.
Шлюп «Мирный», построен по проекту И. В. Курепанова

1 июля 1816 года И. В. Курепанова назначили помощником директора кораблестроения с оставлением в прежней должности, 12 декабря произвели в VII класс Табели о рангах. В 1817 году он был награждён орденом Святого Владимира IV степени, а в 1819 году, после постройки 110-пушечного линейного корабля «Твёрдый» (спущен 5 сентября 1819 года) — орденом  Святой Анны II степени.
В 1818—1820 годах по проекту Курепанова на Олонецкой верфи в Лодейном поле были построены военные шлюпы «Мирный» (до 24 апреля 1819 года «Ладога», спущен на воду 18 июня 1818 года) и «Благонамеренный» (до 22 апреля 1819 «Свирь», спущен на воду в августе 1818 года). Шлюп «Мирный» стал одним из двух кораблей Первой русской антарктической экспедиции, в ходе которой русские мореплаватели Ф. Ф. Беллинсгаузен и М. П. Лазарев открыли шестой материк — Антарктиду. В 1820 году Иван Курепанов построил камели (плоскодонные суда, состоявшие из двух частей, подводившихся под корабли для проводки их через мель) для 120-пушечных кораблей.
В начале 1820-х годов для перевода через Архангельский бар военных кораблей было принято решение строить два парохода", каждый с паровой машиной номинальной мощностью 60 л.с., которые было поручено сделать на Ижорском адмиралтейском заводе. Под руководством И. В. Курепанова в чертёжной Петербургского адмиралтейства были подготовлены чертежи конструкции нового парохода и краткая инструкция «…что при строении пароходов наблюдать нужно», — первый отечественный документ такого рода. В соответствии с этим проектом корабельный мастер Курочкин построил пароход «Легкий» и летом 1825 года спустил его на воду. Второй пароход, «Спешный», спущенный 5 июля 1826 года, строил корабельный мастер В. А. Ершов. Оба архангельских парохода прослужили по 18 лет. Их использовали не только для буксировки, но и для рейсов к Соловецким островам и беломорским портам. В 1825 году Курепанов завершил постройку своего последнего корабля — 84-пушечного линейного корабля «Гангут», который прослужил в Российском императорском флоте 46 лет.
Скончался корабельный мастер в 1826 году.